# TSV 1896 Rintheim
Der TSV Karlsruhe-Rintheim 1896 e. V., kurz nur TSV Rintheim, ist ein Sportverein im Karlsruher Stadtteil Rintheim, der heute etwa 890 Mitglieder zählt.

## Geschichte
Der Gesamtverein gliedert sich in fünf verschiedene Abteilungen mit vielfältigem Sportangebot: Faustball, Fitness und Gesundheitssport, Handball, Tennis und Turnen. Bekannt wurde der TSV Rintheim durch seine Handballmännerschaft, die von 1969 bis 1977 und 1978/79 in der Handball-Bundesliga spielte.
Aber auch durch die zahlreichen sportlichen Erfolge der einzelnen Abteilungen kann auf eine traditionsreiche und bewegte Vergangenheit zurückgeblickt werden.
1896 war das Gründungsjahr des Turnerbundes und des Turnvereins Rintheim, für beide Vereine wurden 1906 Sportplätze im Ortsbereich gestaltet. Das Netzballspiel, aus dem später das heutige Faustball entsteht, wurde 1912 in den Verein eingegliedert und mit der Verlegung der Sportplätze in den Hardtwald (heute Mackensenkaserne) im Jahre 1921 ist zugleich der Beginn des Frauen- und Kinderturnens zu nennen. Ab 1923 wurde die Nutzung der Turnhallen der Tullaschule für den Übungsbetrieb möglich und das Handballspiel wird begonnen.
In den Wirren von der NS-Zeit wird eine Auflösung angeordnet, so dass es 1946 zur Neugründung des jetzigen TSV Rintheim durch ehemalige Mitglieder der alten Vereine kommt.
1952 fand die Errichtung der Sportanlage und des Vereinsheims in der Sandgrube an der Haid- und Neustraße statt. Die Gründung der Skiabteilung und der Aufstieg in die (zweigeteilte) Hallenhandball-Bundesliga datieren aus dem Jahre 1969.
Eine weitere Bereicherung war die Aufnahme einer Tennisabteilung, verbunden mit dem Bau von Tennisplätzen. 1981 wurde dann die Rintheimer Sporthalle durch die Stadt gebaut und im darauf folgenden Jahr konnte die Inbetriebnahme des Sportplatzes und des Vereinsheims am jetzigen Standort gefeiert werden.

## Handball
Die erfolgreichste Abteilung des TSV Rintheim ist die Handballabteilung. Von 1990 bis 2000 beteiligte sich der Verein zehnmal am Internationalen Handball-Pfingstturnier in Lörrach und wurde 1991, 1992 und 1996 Turniersieger.
Im Hallenhandball spielte die 1. Männermannschaft neun Jahre in der 1. Bundesliga sowie sieben Jahre in der 2. Bundesliga, gehört aber inzwischen als Teil der HSG Rintheim/Weingarten/Grötzingen nur noch der sechstklassigen Landesliga an. Nach sieben Jahren wurde diese Spielgemeinschaft allerdings zur Saison 2013/14 wieder aufgelöst. Seitdem nimmt der TSV Rintheim am Spielbetrieb in der Verbandsliga teil. Das Frauenteam des TSV gewann 2022 und 2025 die Badische Meisterschaft und stieg in die Regionalliga auf.

### 1. Bundesliga
1969 gelang dem TSV 1896 Rintheim gemeinsam mit dem TV Großwallstadt der Aufstieg in die Staffel Süd der damals noch zweigleisigen Bundesliga. Nachdem der TSV 1969/70 und 1970/71 jeweils als Siebter und damit Vorletzter knapp den Klassenerhalt geschafft hatte, gelang den Rintheimer Handballern mit dem vierten Platz 1971/72 erstmals ein Platz im Mittelfeld bei ausgeglichenem Punktekonto. Über einen fünften Platz 1972/73 und dem dritten Platz 1973/74 gelang dem TSV 1974/75 die Vizemeisterschaft in der Staffel Süd und damit die Qualifikation für das Halbfinale um die deutsche Handballmeisterschaft. Im Duell gegen den VfL Gummersbach gelang zwar ein 17:16-Heimsieg, auswärts verlor der TSV jedoch gegen den späteren Meister 11:18 und verpasste damit das Endspiel.
In derselben Saison stand der TSV auch im Finale des DHB-Pokal, das jedoch gegen den TSV Grün-Weiß Dankersen mit 14:15 sehr knapp verloren wurde.
Während der TSV in der folgenden Saison das DM-Halbfinale als Vierter nur um einen Punkt verpasste, stand dann in der Saison 1976/77 die Qualifikation für die eingleisige Bundesliga an. Diese verpasste der TSV als Tabellensiebter mit neun Punkten Rückstand auf den rettenden sechsten Platz deutlich. Nach acht Jahren Bundesliga stiegen die Rintheimer ab.
Allerdings gelang dem TSV 1978 der postwendende Aufstieg in die eingleisige Bundesliga. Doch die Saison 1978/79 wurde das letzte Jahr der Erstklassigkeit für den TSV 1896. Als Elfter verpasste die Mannschaft nur um einen Punkt den rettenden zehnten Tabellenplatz und stieg wieder ab.
In insgesamt neun Jahren Bundesligazugehörigkeit bestritt der TSV 1896 Rintheim 152 Bundesligapartien, von denen der TSV 64 gewann, 15-mal Unentschieden spielte und 73 Niederlagen kassierte. Dabei kommen die Rintheimer Handballer auf eine insgesamte Bilanz von 2450 zu 2434 Toren.

### 2. Bundesliga
Der Sprung in die 1981 eingeführte 2. Bundesliga gelang dem TSV 1896 erst 1988. Im ersten Anlauf 1989 verpasste der TSV den Klassenerhalt. Doch nach dem sofortigen Wiederaufstieg 1990 etablierte sich die Mannschaft im unteren Mittelfeld der Süd-Staffel der 2. Bundesliga. Der sechste Platz in der Saison 1994/95 bedeutete das beste Abschneiden in der 2. Liga. Doch auf diesen Höhenflug folgte unmittelbar der Abstieg 1996. Den insgesamt sieben Spielzeiten in der 2. Bundesliga folgte bisher keine weitere.

### Spieler
In den Reihen der Rintheimer spielten die Nationalspieler Rodney Lechleidner, Max Müller und Werner Stöckl.

## Jugendkonzept
Heute ist der TSV Rintheim besonders für seine aktive, engagierte und gute Jugendarbeit quer durch die Abteilungen bekannt.
Verbunden ist dies mit einem Gesamtkonzept, das unter dem Titel „Bewegung und Gemeinschaft – Sport und soziales Miteinander beim TSV Rintheim“ firmiert und für die Integration der Kinder, vor allem aber auch für die Einbeziehung der Eltern steht.
Dieses Gesamtvereinskonzept dient:
- der gleichen Orientierung aller im Verein
- dem verzahnten Einsatz von Ressourcen und Kräften
- als Maßstab für das konkrete Handeln aller
- Sport und Fairplay
- einem respektvollen Umgang
- sozialem Engagement

Die ehrenamtliche Arbeit hat dem TSV Rintheim bereits zu mehreren Auszeichnungen verholfen, u. a. dem Großen Stern des Sports, dem Lotto-Sportjugendförderpreis sowie dem bundesweiten Ehrenamtspreis der SportBild.